# Красное вино победы
У каждого солдата, уцелевшего и вернувшегося домой, свой День Победы. У меня вот такой, какой я написал в рассказе. Там ничего не добавлено, не придумано, написано именно так, как было в действительности.
и останется незабываемым этот праздник, и однажды друг мой расскажет о нём,
и будут плакать люди, пережившие войну, читая рассказ «Красное вино победы».
«Красное вино победы» — автобиографичный рассказ Евгения Носова о Дне Победы. Написан спустя 20 лет — первый его рассказ о войне.
Впервые опубликован в 1969 году в № 11 журнала «Наш современник». Издание отдельной книги 1979 года оформлено гравюрами Станислава Косенкова.
В 1988 году по рассказу был снят одноимённый фильм-спектакль, а в 1990 году — фильм.
Автор говорил, что тип душевного склада героя рассказа наиболее интересен для него, и вообще характерен для героев его произведений:

У них зачастую что-то не сойдется — как у Копешкина… и без медали с войны вернулся, и умирает…

## Сюжет
Военный госпиталь в подмосковном городе Серпухов, последние дни Великой Отечественной войны.
Раненные из разных частей, но всех их подобрали в феврале 1945-го на Мазурских болотах при прорыве восточнопрусских укреплений. Затем была палатка-операционная в сосновой рощице, переделанный в санитарный поезд товарный состав, и вот они в госпитале. Двоих из тогда поступивших в палату унесли ещё в марте… и с тех пор койки их пустуют — война ещё идёт, ещё гибнут и получают ранения бойцы на фронте, но в этот госпиталь раненных уже не везут, он под расформированием — здание школы, которое занимает госпиталь, нужно к сентябрю вернуть школьникам.
— А на улице что? — спросил Саша Самоходка.
— Дома, люди…
— Девчата ходят?
— Ходят.
— Красивые? — допытывался Самоходка.
Михай промолчал. Голова его монотонно качалась в раме окна.
— Тебе чего, трудно сказать? Красивые девки-то?
— А! — Михай досадливо отмахнулся узлом рукава.
— Ему теперь не до девок,- сказал Бородухов.
— Эх, братья-славяне! — с горькой веселостью воскликнул Самоходка.- Мне бы девчоночку! Доскандыбаю до своей матушки-Волги — такие страдания разведу, ёлки-шишки посыпятся!
Но шутить у нас было некому.
В палате семеро. Рассказчик — израненный оксколками 21-летний артиллерист, родом из под Курска. Саша Самоходка — прозванный так за ногу в гипсе, торчащую наподобие пушки, он с Волги. Четвёртый уже раз раненный мезенский «мужик-лесовик» Бородухо. Сапёр Михай, родом из-под молдавского городка Фалешты, он единственный кто в палате без гипса — у него ампутированы обе руки. Ездовой рядовой Иван Копешкин — весь перебитый, весь в гипсе, родом из деревушки под Пензой. И двое сибиряков — Саенко и Бугаев, из полковой разведки, оба с перебитыми ногами — у одного правая, у дорогого левая — и они после обхода обнявшись упрыгивают из палаты во двор покурить и поиграть в домино.
Жизнь в госпитале идёт своим чередом. Но иногда омрачаемая уже мирными боями.
То выходкой лежащего в отдельной палате старшины кавалериста с Золотой звездой Героя Советского Союза, который довёл до слёз медсестру из-за того, что ему досталась заштопанная пижама — и все догадывались о причинах его недовольства: этот казак похаживал в общежитие к ткачихам. Казака-героя смог осадить только начальник госпиталя полковник Туранцев: «Чтобы носить эту Звезду, одной груди недостаточно. Надо лечиться от хамства».
То приходом фотографа, предлагающему сняться на фотокарточку, и для придания желающим боевого вида имеющий с собой откуда-то целый набор «реквизита» — любые боевые награды, хоть Орден Отечественной войны, хоть Орден Славы — в чём пожелает сняться клиент. Бодрый фотограф как бы не понимает цинизма предложения, и за него краснеет безрукий Михай, у которого своя только медаль «За боевые заслуги» — «Нэ надо… Чужих нэ надо». Переводя в шутку предложение творящего своё «искусство» фотографа, ребята выставляют его за дверь: « — Трупоед…— сплюнул Бородухов».
Уже третий месяц они в госпитале, страдая от зудящих под гипсом ран радуются тишине, сетуя, что не им выпало брать Берлин. Они нетерпеливо ворочаются на койках, постоянно, ругаемые за это медсестрой, распахивают окна — ведь пришла весна… ведь скоро придёт и она — Победа!
Все ждут Победы, но она прокрадывается в госпиталь незаметно: вечером солдаты узнают, что начальник госпиталя полковник Таранцев приказал начхозу Звонарчуку добыть вина. Это странно, ведь есть спирт. В госпитале тишина, но весь госпиталь не спит. Часы в ординаторской отбили три часа ночи — «Я вдруг остро ощутил, что часы отбили какое-то иное, новое время…» …за окном рассыпается гроздьями малиновая ракета, за ней всё чаще и гуще появляются другие, раздаётся автоматная очередь, и загудели на реке пароходы. Город уже не спит, как не спит и госпиталь, и полковник Таранцев и не пытается утихомирить гудящие этажи.
Поутру проходящий мимо оркестр вдруг заиграл «Вставай, страна огромная…», её подхватывают в соседней палате, потом этажом выше — и вот весь госпиталь поёт — провожает уходящую в запас великую песню. Но как смолкают последние слова, тут же, без перерыва — под стук каблуков и костылей лихо дружно запевает положенную на мотив «яблочка» песню-частушку: «Эх, Гитлер-фашист, Куда топаешь?! До Москвы не дойдешь — Пулю слопаешь!».
Днём сад госпиталя наполняется народом, играет музыка — всё больше вальсы. Лежачие обитатели палаты не могут выйти и участвуют в веселье у окна. Забывший что у него нет рук Михай, взмахивая в воздухе пустыми рукавами, пытается поймать бросаемые в окно девушками букеты. А на обед, зарёванная по случаю праздника нянечка тётя Зина разносила вкуснейший праздничный суп из раздобытого где-то начхозом Звонарчуком кабана.
Вечером, выпив по стакану вина солдаты из разных краёв одной Родины, спорят, чья сторона лучше. Но нельзя пить Ивану Копешкину, и говорить нельзя — он не может рассказать о своём доме. Пытаясь представить как выглядит его дом, ему рисуют бревенчатую избу в три оконца с деревом у ворот, и картинку ставят в перебинтованные руки. «И казалось, что Копешкин тихо разглядывал рисунок, вспоминая все, что было одному ему дорого в том далеком и неизвестном для остальных Сухом Житне». Но Копешкина уже не было… А в небе снова вспыхивали праздничные ракеты.

## Основа
В основе рассказа лежит реальный случай. Автор в интервью указал, что рассказ полностью автобиографичный:

Что касается рассказа «Красное вино победы», он полностью автобиографичен. Я написал о своем пребывании в госпитале. Там же в госпитале застал меня День Победы. У каждого солдата, уцелевшего и вернувшегося домой, свой день победы. У меня вот такой, какой я написал в рассказе. Там ничего не добавлено, не придумано, написано именно так, как было в действительности. Единственное — рядом со мной лежал казах, а в рассказе лежит Копешкин. А все остальное полностью соответствует пережитому.— автор рассказа Евгений Носов, 1989 год
8 января 1945 года ефрейтор Евгений Носов действительно был тяжело ранен и Победу встретил в госпитале в Серпухове.
Описание последнего боя содержится в наградном листе на Орден Отечественной войны II степени на Е. И. Носова — ефрейтора, орудийного номера 1969 истребительного противотанкового артполка 44-й отдельной истребительной противотанковой артбиргады РГК 3-й армии Белорусского фронта:

8.2.45 при появлении 2 самоходных орудий «Фердинанд» на опушке леса, где поворот дороги на мост через р. Дервенц, он в составе расчёта открыл огонь по самоходному орудию и вторым снарядом ожог его. Несмотря на сильный огонь противника по орудию, не считаясь с жизнью от орудия не отходил, от разрыва вражеского снаряда был тяжело ранен.— наградной лист за подписью начальника 1969 ИПТАП гв. подполковника Ильина, 9 февраля 1945 года
В рассказе главный герой также получает ранение в бою при январском прорыве восточнопрусских укреплений в бою с «Фердинандом»:

Откуда-то взявшийся на гребне дюны «фердинанд» первым же выстрелом сшиб нашу пушку. Он разделал нас каким-то городошным ударом, выметя из огневой позиции весь наш расчет.— из текста рассказа
Трагические подробности того последнего боя известны со слов Виктора Астафьева, которому автор как другу в личной беседе рассказал о нём:

Он воевал в расчете противотанковой пушки. Артдивизион отбивался от наседавших фашистских танков, выкатив орудия на полотно железной дороги. И если бы не это полотно!.. Сколько-то человек скатились по насыпи, и полотно закрыло их от танковых гусениц и пулеметов. Кто-то отстреливался, кто-то полз, волоча за собой кишки, кто-то кричал: «Не бросайте, братцы!» — и хватался за ноги; кого-то тащил мой друг, потом кто-то волоком пер по земле его. Будет госпиталь, и не один, будут страдания, будет День Победы…— со слов Виктора Астафьева о последнем бое автора рассказа Евгения Носова

## Критика
В отличие от многих своих сверстников — писателей-фронтовиков, Е. И. Носов обратился к теме войны только в 1969 году — рассказ «Красное вино победы» — первое военное произведение писателя. На тот момент Евгений Носов был уже признанным писателем — в 1972 году уже вышла монография В. А. Чалмаева посвящённая его творчеству, но будучи известен как автор преимущественно деревенской прозы, как военный писатель не рассматривался. В начале 70-х годов тема войны в творчестве писателя зазвучит всё более отчетливо, и вскоре критика поставит его в один ряд с такими мастерами военной прозы, как Василь Быков, Григрий Бакланов, Юрий Бондарев и др. Но, и в своих военных произведениях он останется «деревенщиком»: избегая батальных сцен, будет концентрироваться на психологическом изображении русского крестьянства — солдат-окопников:

Иногда кажется, что «деревенская» проза писателя 60-х — 70-х годов была предварительной работой перед воплощением главной писательской цели — показать миру русский крестьянский характер, особенно ярко проявивший себя в годы Великой Отечественной войны.
А. И. Хватов в 1984 году отметил эту особенность писателя — изображение солдата-крестьянина уже в первом военном рассказе «Красное вино победы»:

Даже в лучших его произведениях, непосредственно связанных с темой войны, — «Шопен, соната номер два» и «Красное вино победы» — война, скорее, источник печальных переживаний и раздумий писателя, чем предмет конкретно-бытового описания. Для героев рассказа «Красное вино победы» война уже в сущности закончилась. Раненные на немецкой земле, они «со дня на день, с часу на час ожидали близкой победы». Особым содержанием в этом рассказе наполнен образ солдата Копешкина. Сам Копешкин произносит в рассказе всего несколько фраз. И умирает он «незаметно, одиноко», и похоронили его «как обычно хоронили по лазаретам ничем не отличившихся солдат». О ратных делах этого солдата сказано только, что «Копешкин… числился в обозе, справляя и на войне свою нехитрую крестьянскую работу: запрягал, распрягал, кормил-поил обозных лошадей. . .» В тех немногих и скупых эпизодах, которые связаны с Копешкиным, писатель подчеркивает именно трудовые, крестьянские заботы своего героя.— А. И. Хватов - литературовед, доктор филологических наук, профессор, завкафедрой литературы Ленинградского института культуры
Избегание автором батальных сцен отметил Александр Солженицын в статье о творчестве Евгения Носова в журнале «Новый мир»:

Ни одной, до глубины же изведанной, батальной сцены он нам не передал. Время от времени в рассказах своих он оставлял нам как бы окружные, побочные приметы войны. Вот — многонедельное мучительное тление израненных или обезрученных в госпитальной палате, в смутной неизвестности своего выздоровления или смерти («Красное вино победы»).
«Первоклассным» назвал рассказ А. И. Кондратович, писатель, литературный критик, заместитель главного редактора журнала «Новый мир»:

Он сам участвовал в войне и был тяжело ранен, что в творчестве его до «Усвятских шлемоносцев» почти никак не выразилось, если не считать первоклассный рассказ «Красное вино победы», но он уже о самом последнем этапе войны, о госпитале, где раненые встречают День Победы. Между прочим, рассказ этот достаточно горький и вовсе не мажорный: в День Победы умирает в госпитале прекрасный человек, оставив после себя сирот, вдову, и «красное вино победы» пьется живыми, как «вино с печалью пополам».— Кондратович, Алексей Иванович
Рассказ высоко ценится критиками и спустя полвека, при этом обращается внимание на насыщенность рассказа, широту затронутых тем:

Писатель каким-то образом сумел в маленьком рассказе затронуть многие военные темы: герой без наград, молодой мужчина, ставший инвалидом, «несвоевременное» ранение и невозможность довести войну до конца, влюбленность в медсестру, жестокая бессмысленность смерти, радость со слезами на глазах, цель, за которую воюет каждый, — и многое другое.
Автобиографичный рассказ писателя-фронтовика часто рассматривается как документ. В одной из газет, при серии публикаций к 70-летию Победы в 2015 году, этот рассказ предваряло слово ректора:

Мы старались подбирать свидетельства участников тех событий. Мы смогли написать о блокаде и об эвакуации. Но оказалось, что не осталось известных нам дневников и воспоминаний фронтовиков о Дне Победы. Поэтому сегодня мы публикуем фрагмент рассказа Евгения Носова. Рассказ этот тоже свидетельство очевидца…

### Эссе 1997 года
В 1997 году Евгений Носов написал эссе «Зарисовки под капельницей» о пребывании в центральной областной больнице, опубликованное в газете «Курская правда» и журнале «Юность».
«Пунктирное соприкосновение» этого эссе писателя с рассказом «Красное вино победы» отметила в журнале «Север» писательница Татьяна Горбулина — о творчестве которой сам Е. И. Носов как-то выразился с искренним восхищением: «Атомное письмо!».
Озаглавив свою статью на эту тему «Война и Мир», предваряя его эпиграфом из Экклезиаста — «И никогда не спрашивай: Отчего те дни лучше были, чем эти…», Татьяна Горбулина, в частности, сравнила описание Е. И. Носовым в этих двух произведениях больницы 1997 года и госпиталя 1945-го, их атмосферу:

В декабре 1997 года я прочитала эти сжигающие сердце слова в эссе Евгения Носова «Под капельницей»… И память «вернула» меня в далекий сорок пятый — в другой рассказ Е. Носова: «Красное вино победы»…
Какая пропасть разверзлась между современно оборудованной центральной областной больницей наших дней и тем военным госпиталем, оборудованным в старой школе… Но пропасть эта — отнюдь не в приспособленности здания, не в оборудовании и даже — не в полувеке, минувшем с той поры, а — в качественно разной атмосфере. В больничной затхлой атмосфере душевной черствости и жестокого индивидуализма (а разве не к индивидуализму всех нас столько лет так страстно призывали?) медицинский персонал еще удерживает фронт гуманизма от тотального прорыва, но что общего между функциональным «фасоном» гипсового панциря, в какой закован изувеченный солдат, и «престижным» фасоном аляповатого спортивного костюма? Что, в конце концов, общего между этим — наступившим Будущим и грёзами о нём — там, в преддверии добытой неизъяснимой жертвою победы?..
В эссе видны и ЭТО время, и эта «побежденная» страна, и бесперспективное житие народа… — так же, как в давнем рассказе «Красное вино победы» видны ТО вдохновляющее время, то, полное соединяющей надежды житие народа и та победная страна.

Эссе «Под капельницей» охватывает странное прозрение: сегодня мирным людям, одетым в заграничные прикиды, ХУЖЕ, чем солдатам в рассказе «Красное вино победы» — месяцами страдающим в пропитанных гноем гипсах. Но, если вдуматься, в этом и нет ничего странного. Ибо нет сегодня высокой (некухонной) Цели, нет народного единения, нет братской солидарности и никому никто не нужен. И не славы ждут сегодняшние простые граждане от будущего, не праздника, а — выплату жалкой зарплаты, а — все пущей неуверенности в завтрашнем дне. И уж не знаешь, какой момент истории губительней: войны и славы или смуты и связанного с ней упадка и бесславья? Ведь большинство окостеневшего у телевизоров народа сегодняшние «жертвоприношения» Марсу — отчасти даже чем-то развлекают (как страшное американское кино). Вот только смерть в таком «кино» обратной силы не имеет.
Как в 2000 году отметил Александр Солженицын — именно такое настроение было характерно для писателя в то время — последние десять лет жизни:

В рассказах Носова 90-х годов всё внятнее и тоскливей проступает сгущённая горечь покинутых, обездоленных, если не осмеянных ветеранов Великой войны. Надо было автору отдалиться от общественного забытья фронтовиков, стыдливости за боевые ордена, уже не нужные, почти смешные, когда молодёжь в забаву пляшет около «вечного огня»… 
И ещё шире, шире приходят воспоминания: и на госпитальном-то дворе мёртвых лежало выше забора; широкими розвальнями отвозили их в братские могилы.

## Иллюстрации
Один лист мне представляется графическим эквивалентом названия знаменитого носовского рассказа, этого скрижального словосочетания «Красное вино Победы». Здесь — трое госпитальцев, сурово сомкнувших граненые стаканы: «За Победу!». Мы помним, почему оно красное, это вино. Мы до сих пор помним…
Для подарочного издания рассказа, вышедшего в издательстве «Современник» в 1979 году, художником-графиком Станиславом Косенковым был подготовлен цикл из 17-ти цветных гравюр «Красное вино Победы».
Работа над гравюрами длилась восемь месяцев. При этом ни одна из гравюр в принципе не может быть повторена — она уникальна: график исполнил их в технике цветной линогравюры (резьба по линолеуму) с одной доски — в этой старой, уникальной и сложной технике в то время уже мало кто работал, художник перенял её от Остроумовой-Лебедевой.
Как и для писателя, для художника это тоже было первым обращением к военной теме. Хотя Косенков не воевал — он родился в 1941 году — но эта тема была для него тоже очень важна — его отец пропал без вести в августе 41-го. И на гравюрном пентаптихе «Памяти отца, Степана Егоровича», где на самом крае обрыва автор изобразил огромный портрет своего отца — «вдруг меловые овраги Белогорья становятся у Косенкова в гравюрах красными, рифмуясь с названием знаменитого рассказа Е. Носова „Красное вино Победы“».
Этот иллюстративный цикл экспонировался на российских республиканских и Всесоюзных выставках.
Ещё в 1986 году эта серия гравюр была подробно рассмотрена в литературно-художественном журнале «Подъем»:

В листе «Ранение» мы видим надломленную взрывом фигуру солдата на поле боя и — пятном, перевёрнуто — хату. Лист сделан так, что мы почти физически ощущаем страшную, противоестественную силу, которая столкнула человека с земли и прежде, чем погасить в нем сознание, а может, и жизнь, на мгновение проявила в памяти дом его, малую его родину.
Перед листом «Копешкин с письмом» сглатываешь комок в горле… В следующем листе койка уже пуста. А на тумбочке, рядом с подснежниками — картинка, родной дом.

И в этом цикле линогравюр все образы драматичны, психологически глубинны, достоверны. Будь то безрукий Михай, немым криком застывший у двери, или заостренное лицо раненого, как подсолнух, повернутое к заоконному солнечному свету.
Часть гравюр: «Проводы», «Ранение», «У окна», «9 мая», «А Копёшкина уже не было» хранятся в фондах Белгородского литературного музея. В 2015 году в музее прошла их выставка.

## Экранизации

### Фильм-спектакль 1988 года
В 1988 году был снят фильм-спектакль «Красное вино победы», режиссёр Константин Антропов, Центральное телевидение Гостелерадио СССР.
Роли исполнили: Михаил Глузский, Афанасий Кочетков, Михаил Жигалов, Сергей Сазонтьев, Александр Кахун, Александр Кондрашов.

### Фильм 1990 года
В 1990 году вышел фильм «Красное вино победы», режиссер Эдуард Дмитриев, «Укртелефильм».

## Издания
Рассказ многократно издан, переведён на иностранные языки:
- Мост: рассказы и повести / Е. И. Носов. — М.: Современник, 1974 — 187 с. // Красное вино победы — стр. 108—137
- Красное вино победы: рассказ / Худож. С. Косенков — М.: Современник, 1979 — 71 с.
- Красное вино победы: повести и рассказы / Худож. Е. А. Капустин — М.: Советская Россия, 1971 — 271 с.
- В чистом поле… : повести и рассказы / Е. И. Носов — М. :Известия, 1980 — 622 с. // Красное вино победы — стр. 191—220
- Красное вино победы — Новосибирск: Западно-Сибирское книжное издательство, 1981 — 278 с.
- Избранные произведения: в 2 т. / Е. И. Носов. — М.: Советская Россия, 1983 // Красное вино победы — Том 2
- Красное вино Победы. Шопен, соната номер два / Иллюстрация на обложке В. Комарова. — М.: Современник, 1984 — 80 с. (тираж: 1200000 экз.)
- Избранные произведения: в 2. т. / Е. И. Носов. — М.: Художественная литература, 1989 // Красное вино победы — Том 2
- Красное вино победы: рассказы / Е. И. Носов. — М.: Русская книга, 1992 — 286 с. // Красное вино победы. — стр. 183—211
- Избранное: рассказы / Е. И. Носов. — М.: Детская литература, 2004 — 344 с. // Красное вино победы — стр. 185—219
- Собрание сочинений: в 5 т. / Е. И. Носов. — М. : Русский путь, 2005 // Красное вино победы — Том 4 — стр. 227—250

## Постановки
В 2015 году к 70-летию Победы в театре Самарская площадь по рассказу был поставлен спектакль «Горький вкус Победы».

## Комментарии
1. ↑  например, Герасим — герой рассказа Е. Носова «Памятная медаль», также вернулся с войны без медали, и умирает, но не в 1945-м, а спустя 50 лет — в 1995 году.